# Олег Дерипаска
Олѐг Владѝмирович Дерипа̀ска е руски предприемач, милиардер.
Управлява и контролира „РУСАЛ“ (руска компания, вторият в света производител на алуминий), компаниите Базовый элемент, En+ Group, Русские машины, Ингосстрах и др. Неговите корпоративни групи му осигуряват отлична позиция на руския пазар за метали. Въпреки че се въздържа от политика, смята се, че е най-близък до президента Владимир Путин от руските олигарси. Бил е в обкръжението на бившия президент Борис Елцин.
Олег Дерипаска е роден в Дзержинск (Нижегородска област), живял е от 7 до 11-годишна възраст в хутори в Краснодарски край. Завършва физика в Московския държавен университет „Михаил В. Ломоносов“ (1993) и Икономическата академия „Г. В. Плеханов“ (1996).
От 1994 до 1997 г. е генерален директор на металургичното предприятие в Саяногорск, а от 1997 до 2001 г. заема длъжността президент на „Сибирски алуминий“. През 2001 г. на базата на „Сибирски алуминий“ Дерипаска създава групата компании „Базовый элемент" (Базэл). Свързван е и с руската минно-добивна компания „Полиметал“.
През 1999 г. е награден с орден „Дружба народов“ от президента Борис Елцин. Жени се за дъщерята на Валентин Юмашев, шеф на президентската администрация на Елцин и негов главен съветник. Имат син и дъщеря, развеждат се през 2018 г.
През април 2007 г. Дерипаска закупува 30% от „Strabag“, Австрия – 6-а по големина строителна компания в Европа. През май 2007 г. директорът на канадската компания „Magna International“ Франк Стронак обявява, че Дерипаска е станал стратегически партньор в дружеството, носейки със себе си необходимите на „Magna“ ресурси за вземане на привлекателен дял в „Chrysler“. През 2008 г. Дерипаска продава дяловете си в „Magna“.
През 2017 г. Олег Дерипаска получава кипърско гражданство чрез т. нар. „златна виза“, която носи на островната държава милиарди долари.
Според списание „Times“, в началото на XXI век състоянието му се оценява на 14,5 милиарда долара, което го прави най-богатия руснак, заедно с Роман Абрамович. През септември 2006 г. се появяват слухове, че Дерипаска се интересува от закупуването на футболния клуб „Арсенал“, но от клуба ги отричат. Българският клон на Strabag, Щрабаг ЕАД през 2020 г. става генерален спонсор на българския футболен клуб ПФК Левски.
Някога най-богатият руснак, Дерипаска губи значителна част от състоянието си по време на финансовата криза 2007–2008 г. Към февруари 2020 г. списание Forbes оценява състоянието му на 4,5 млрд. долара. 